# Ганди-Голден, Антонио
Антонио Ганди-Голден (англ. Antonio Gandy-Golden; 11 апреля 1998, Чикаго, Иллинойс) — профессиональный американский футболист, уайд ресивер. В 2020 и 2021 годах играл в НФЛ в составе «Вашингтона». На студенческом уровне выступал за команду университета Либерти. На драфте НФЛ 2020 года был выбран в четвёртом раунде.

## Биография
Антонио Ганди-Голден родился 11 апреля 1998 года в Чикаго. Старшую школу он окончил в Далласе в штате Джорджия. Во время выступлений за её футбольную команду несколько раз признавался лучшим игроком года, установил шесть школьных рекордов. Участвовал в матче всех звёзд школьного футбола.

### Любительская карьера
После окончания школы Ганди-Голден поступил в университет Либерти. В составе его футбольной команды он дебютировал в 2016 году, сыграв в одиннадцати матчах турнира поддивизиона FCS. В 2017 году он стал одним из основных принимающих, проведя десять матчей и став лидером конференции Биг Саут по количеству приёмов и набранных ярдов. Ганди-Голден стал седьмым принимающим в истории университета, набравшим за сезон более 1000 ярдов.
В 2018 году команда университета перешла в поддивизион FBS. На более высоком уровне Ганди-Голден повторил свой успех, в одиннадцати матчах набрав 1037 ярдов с 10 тачдаунами. По среднему количеству ярдов за матч он занял четырнадцатое место в NCAA. В игре против команды «Нью-Мексико» он установил рекорд университета, набрав на приёме 245 ярдов. В последнем сезоне студенческой карьеры Ганди-Голден набрал 1396 ярдов, став третьим по эффективности принимающим в FBS. 

#### Статистика выступлений в NCAA
| Сезон | Команда        | Игры | Приём | Приём | Приём | Приём | Вынос | Вынос | Вынос | Вынос |
| Сезон | Команда        | Игры | Rec   | Yds   | Y/A   | TD    | Att   | Yds   | Y/A   | TD    |
| ----- | -------------- | ---- | ----- | ----- | ----- | ----- | ----- | ----- | ----- | ----- |
| 2016  | Либерти Флеймз | 11   | 21    | 315   | 15,0  | 3     | 0     | 0     | 0,0   | 0     |
| 2017  | Либерти Флеймз | 11   | 69    | 1066  | 15,4  | 10    | 0     | 0     | 0,0   | 0     |
| 2018  | Либерти Флеймз | 11   | 71    | 1037  | 14,6  | 10    | 0     | 0     | 0,0   | 0     |
| 2019  | Либерти Флеймз | 13   | 79    | 1396  | 17,7  | 10    | 0     | 0     | 0,0   | 0     |
| Всего | Всего          | 46   | 240   | 3814  | 15,9  | 33    | 0     | 0     | 0,0   | 0     |

### Профессиональная карьера
Перед драфтом НФЛ 2020 года аналитик сайта Bleacher Report Мэтт Миллер среди достоинств игрока выделял его антропометрические данные, координацию, опасность при дальних передачах, умение набирать дополнительные ярды после приёма мяча и хорошие перспективы для дальнейшего развития. К недостаткам он относил невысокую скорость, технические ошибки при ловле мяча и проблемы, возникающие при игре против пресс-прикрытия. Миллер акцентировал внимание на том, что во время студенческой карьеры Ганди-Голден играл против защитников не самого высокого класса. Во время показательных тренировок на съезде скаутов клубов НФЛ он также проявил себя не лучшим образом.
На драфте Ганди-Голден был выбран «Вашингтоном» в четвёртом раунде под общим 142 номером. В июле 2020 года он подписал с клубом четырёхлетний контракт на сумму 3,7 млн долларов. Перед началом предсезонных сборов он переболел COVID-19, из-за чего не смог полноценно принять участие в подготовке к старту чемпионата. Уже по ходу сезона Ганди-Голден получил травму подколенного сухожилия, выбыв на длительный срок. Всего он сыграл в шести матчах, сделав один приём на три ярда. В 2021 году он принял участие в четырёх играх, большую часть сезона проведя в тренировочном составе клуба. В январе 2022 года его отчислили. Через две недели Ганди-Голден подписал с «Вашингтоном» фьючерсный контракт, но в июле он объявил о завершении спортивной карьеры и намерении завершить обучение в университете Либерти.

#### Статистика выступлений в НФЛ

##### Регулярный чемпионат
| Сезон | Команда   | Игры | Приём | Приём | Приём | Приём | Вынос | Вынос | Вынос | Вынос |
| Сезон | Команда   | Игры | Rec   | Yds   | Y/A   | TD    | Att   | Yds   | Y/A   | TD    |
| ----- | --------- | ---- | ----- | ----- | ----- | ----- | ----- | ----- | ----- | ----- |
| 2020  | Вашингтон | 6    | 1     | 3     | 3,0   | 0     | 1     | 22    | 22,0  | 0     |
| 2021  | Вашингтон | 4    | 0     | 0     | 0,0   | 0     | 0     | 0     | 0,0   | 0     |
| Всего | Всего     | 10   | 1     | 3     | 3,0   | 0     | 1     | 22    | 22,0  | 0     |